# Ойкас-Асламаси
Ойка́с-Аслама́си (рос. Ойкас-Асламасы, чув. Уйкас Асламас) — село у Чувашії Російської Федерації, у складі Великочурашевського сільського поселення Ядринського району.
Населення — 197 осіб (2010; 249 в 2002, 438 в 1979, 523 в 1939, 548 в 1926, 393 в 1897, 294 в 1858). У національному розрізі у селі мешкають чуваші та росіяни.

## Історія
Історична назва: Аюкаси. Засновано у 18 столітті як виселок присілку Асламаси (нині Лешкас-Асламаси). До 1866 року селяни мали статус державних, займались землеробством, тваринництвом. Діяв храм Святої Трійці (1922–1940). 1930 року створено колгосп «Іскра». До 1927 року село входило до складу Ядринської та Тораєвської волостей Ядринського повіту. До 1939 року перебувало у складі Ядринського району, у період 1939-1956 роки — у складі Совєтського району.

## Господарство
У селі діють школа, фельдшерсько-акушерський пункт, клуб, бібліотека, церква (з 2000 року), пошта та відділення банку, магазин.